# Pala pala
El pala pala es una danza del Noroeste argentino (más precisamente de las provincias de Tucumán y Santiago del Estero). En dicha danza los bailarines portan máscaras que representan animales autóctonos, y los movimientos que realizan simulan los del animal que simbolizan.
Existe un pequeño poblado en el interior de la provincia de Tucumán, en el Departamento Leales, cuyos habitantes conocen todavía con el nombre de pala pala  (el cual figura en viejos mapas de la provincia), que corresponde a parte de la actual jurisdicción de Quilmes y Los Sueldos. El nombre fue heredado de una antigua estación del ferrocarril que unía la ciudad de Tucumán con el ingenio azucarero Leales. En los mapas figuraba como Estación Pala Pala, y como en la época del ferrocarril de los años 1960/70, la vida del poblado giraba en torno al movimiento del ferrocarril. Hoy la estación es una casa ocupada y las vías han sido desmanteladas por el saqueo de los pobladores, para aprovechar rieles y durmientes.
Pala-pala pulpero           (pala-pala = buitre negro andino)
chuña soltero                  (chuña = ave zancuda sudamericana)
ampatu cajonero             (ampatu = sapo)
utu guitarrero                  (ututu = lagartija)
ikaku tacanero                 (ikaku = chingolo)
walu flautero                  (walu = tortuga)
karan puka tucumano     (karan puka = avispa roja)
wiñi salteño                   (wiñi = tordo)

### El significado de sus juegos coreográficos
Este baile nació de la leyenda santiagueña del buitre andino, que en Santiago recibe el nombre de cuervo, o sea, pala-pala : Dice que el cuervo (pala-pala) instaló una pulpería y que, enamorado de la chuña, celebró un baile en su obsequio. Como debía formar la orquesta, el sapo (ampatu) hizo de bombisto, la lagartija (ututu) de guitarrero, la tortuga (walu) tocaba la flauta y el chingolo (ikaku) zapateaba al compás de la música; la avispa roja (karan puka) y el tordo (wiñi) estaban entre los invitados. Chazarreta fue el primero que recibió este baile en las costas del río Salado, en el Departamento Figueroa, zona quichua por excelencia. Recopiló la música de la danza quechua y como tal la publicó en 1923 en su Tercer álbum musical santiagueño.